# Државни пут 31
Пут 31 је државни пут првог Б реда у јужној Србији. Пут у највећем делу на подручју АП Косово и Метохија, а остатак је у оквиру Средишње Србије. Пут се пружа средишњим делом долине Ибра.
Постојећи пут је целом дужином магистрални пут са две саобраћајне траке.

## Постојеће деонице пута
| Број деонице | Име деонице                                                   | Дужина | Коментар                                       |
| ------------ | ------------------------------------------------------------- | ------ | ---------------------------------------------- |
| 0257         | Рашка - Рудница                                               | 9,0    | Укрштање са путем Р119а у Рудници              |
| 1015         | Рудница - Јариње                                              | 2,3    | Граница Средишње Србије и АП Косово и Метохија |
| 3037         | Јариње - Дрен                                                 | 13,8   | Укрштање са путем Р218 у Дрену                 |
| 3038         | Дрен - Балабан                                                | 25,9   | Укрштање са путем Р217 у Балабану              |
| 3039         | Балабан - Косовска Митровица 4 (Трепча)                       | 13,1   | Укрштање са путем Р129 у Косовској Митровици   |
| 3040         | Косовска Митровица 4 (Трепча) - Косовска Митровица 3 (Трепча) | 1,1    | Укрштање са путем М2 у Косовској Митровици     |

## Будућност
По важећем просторном плану републике Србије није предвиђено унапређење датог пута у ауто-пут.